# Waltraud Zehne
Waltraud Zehne (* 17. März 1932; † 4. Dezember 2021) war eine deutsche Tischtennisspielerin. Bei der Deutschen Meisterschaft 1964 gewann sie Bronze im Doppel.

## Werdegang
Waltraud Zehne spielte zunächst bei SV Geismar und wechselte 1954 zum Verein SSV Hellas Göttingen, der 1969 im ASC 1846 Göttingen aufging. Sie nahm an mehreren Deutschen Meisterschaften teil. Hier erzielte sie bei der Deutschen Meisterschaft 1964 ihren größten Erfolg, sie gelangte im Doppel mit Ilse Lantermann ins Halbfinale.
Seit 1980 trat sie in Seniorenturnieren auf. Hier gewann sie sechs Titel bei Europameisterschaften, zudem sechs Goldmedaillen bei Seniorenweltmeisterschaften:
- 1992 Ü60:  Einzel und Doppel mit Martha Willke
- 1998 Ü60: Doppel mit Ilse Lantermann
- 2002 Ü70: Doppel mit Martha Willke
- 2008 Ü75: Doppel mit Martha Willke
- 2012 Ü80: Doppel mit Martha Willke

## Privat
Bereits 1947 übernahm Waltraud Zehne den Gebäudereinigungs-Betrieb ihres Vaters.